# Adorján József (sportvezető)
Adorján József (Bród, 1894. február 16. – Kaposvár, 1976) úszóedző, sportvezető, kórházi ellenőr, százados. Népszerű nevén Adu Bácsi.

## Pályafutása

### Katonaként
A császári és királyi Albrecht-főherceg 44. gyalogezredhez az első világháború eseményeinek hatására 1914 októberében önkéntesként csatlakozott. A tiszti iskola elvégzését követően 1915. április 30-án vezényelték az orosz hadszinttérre, Krukenicse (ukránul: Крукеничі) körzetében. 1915. június 2-án megsebesült. December 2-án az Ikva mentei orosz frontra vezényelték. Harcolt Lengyelországban a Łopusznoi, Ukrajnában a Pieniaki (ukránul: Пеняки) valamint a batkcwi fronton. A harcokat követően ezredét a román frontra vezényelték. Innen a bukovinai Waschkutzi, majd az olasz frontra, ahol ezredével a I. Piavei csatában harcolt Montello bevételén. 1918. június 16-án újra megsebesült. Gyógyulását követően újra az olasz frontra vezényelték, ahol a második piavei csatát követően a front összeomlott.
Szakasz- majd századparancsnokként 45 hónapot töltött frontszolgálatban. A világháborút követően Kaposvárra került, neve gyorsan egybeforrt Somogy megye sportjával. 1949-ben meghurcolták, lakásából kiköltöztették, nyugdíjat elvették.

### Sportolóként
Nagyszerű úszóként szerzett magának elismerést. Több sportágban is eredményesen tevékenykedett, jeleskedett az úszásban, a vízilabdában, a magyar amatőr labdarúgó válogatott kapuját egy alkalommal védte, több futószámban nyert területi bajnokságot, volt kerületi sakk- és kardvívó versenyek nyertese. Birkózás sportágban kerületi szinten emlékezetesen versenyzett.

### Sportvezetőként
1920-ban megalakult Kaposvári Turul Sport Egyesület elnökeként, szakmai irányításával megalakult a vízipóló szakosztály. A harmincas- negyvenes években a kaposvári Testnevelési- és Sporthivatal vezetője volt. Jelen volt Németországban, Berlinben a XI., az 1936. évi nyári olimpiai játékok úszó és vízilabdázók kísérőjeként. Tuniszban az úszóválogatottal. A második világháború után a Kaposvári Hunyadi Vasutas SE úszó szakosztályát irányította, egészen a hetvenes évekig. A Tüskevári uszodában szervezte és edzette az úszó és vízilabda sportolókat. Legfényesebb sikerei között szerepel dr. Csik Ferenc későbbi olimpiai bajnok, dr. Lengyel Árpád olimpiai bronzérmes, Németh Sándor úszóbajnokok felkészítése. Kaposváron előbb a sportoló edzőjeként, majd munkatársaként együtt dolgozott Győrfi Endrével, aki az Angliában rendezett XIV., az 1948. évi nyári olimpiai játékok vízilabda tornáján az ezüstérmes magyar válogatott kapusa volt.

### Játékvezetőként
Jelvényes kitüntetéssel ellátott l'ang-osztályba nem sorolt labdarúgó, birkózó és vízilabda bíró.

## Szakmai sikerek
Katonai kitüntetései: Tiszti arany vitézségi érem; III. o. kat. é. k.; Kat. é. é; mindkettő a kardokkal, Oi, O2, Br. vit. é.; K. es. k.; Seb. é.; H. e. é.

## Emléke
Halálát követően 1978 nyarán rendezték meg első alkalommal az Adorján József országos meghívásos úszóversenyt a kaposvári uszodában. A verseny nagy sikert aratott, olyannyira, hogy a mai napig megrendezésre kerül. 2024-ben 43. alkalommal emlékeztek meg a kiváló sportszakemberről, ahol 240 sportolóval állt rajthoz. Halála után húsz évvel, a XV. tiszteletére szervezett úszó-emlékverseny előtt avatták fel emléktábláját a kaposvári uszoda (Virágfürdő) előcsarnokában. Tiszteletére az egyik helyi úszó- és búvárúszó sportegyesület viseli nevét, a város és kiemelt támogató mellett: Kaposvári 1.MCM-Diamant Adorján Sportegyesület. A klub keretein belül számos fiatal kezdte meg sportpályafutását. Korosztályos úszó diákolimpiai- és magyar bajnokok, válogatott (hosszútávúszó) úszók, világ- és Európa-bajnok búvárúszók, Világjátékok dobogós uszonyosúszók jellemzik a műhelymunka eredményét. 

## Külső hivatkozások
- Adorján József. extra.hu. (Hozzáférés: 2015. június 19.)
- Adorján József. hungarianarmedforces.com. (Hozzáférés: 2015. június 19.)
- Adorján József. omogyitemetkezes.hu. (Hozzáférés: 2015. június 19.)
- Adorján József. https://kaposvarmost.hu/blog/bejegyzesek/2024/02/05/gyozni-vagy-legyozetni-de-mindig-becsulettel.html
- Egyesületünkről. https://www.adorjanse.hu/egyesuletetunkrol/